# Amelkis Classic
De Amelkis Classic is een golftoernooi van de Pro Golf Tour. Het wordt gespeeld op de Amelkis Golf Club in Marrakesh, Marokko. 

## Classic
De Amelkis Classic is het derde EPD-toernooi in Marokko, deze serie bestaat sinds 2011 uit zes toernooien. Het prijzengeld was in 2011 € 30.000 waarvan de winnaar € 5.000 krijgt.

In 2010 werd het toernooi gewonnen door Marcel Haremza uit Oberammergau. Hij behaalde dat jaar ook nog een 2de plaats bij de Al Maaden Classic. Haremza speelt al een paar jaar op de EPD Tour, dit was zijn vijfde zege.

In 2011 behaalde de 25-jarige Guillaume Watremez zijn eerste overwinning op de EPD Tour. Hij had slecht 29 putts gemaakt in zijn laatste ronde.
In 2012 won Damien Perrier zijn eerste toernooi op de EPD Tour door een birdie op de laatste hole te maken en vervolgens Tiago Cruz uit Portugal in de play-off te verslaan.

## De baan
Amelkis heeft vijf 9 holesbanen, die Rood, Wit, Blauw, Zwart en Geel genoemd worden. Al deze banen hebben een par van 36 zodat ze in verschillende combinaties gespeeld kunnen worden. De banen werden door Cabell B. Robinson ontworpen en werden in 1995 geopend. Het is een glooiende parklandschap met palm- en eucalyptusbomen en uitzicht op het met sneeuw bedekte Atlasgebergte.

## Winnaars
| Jaar            | Winnaar            | Score           | Score           |
| Amelkis Classic | Amelkis Classic    | Amelkis Classic | Amelkis Classic |
| --------------- | ------------------ | --------------- | --------------- |
| 2010            | Marcel Haremza     | 203             | -13             |
| 2011            | Guillaume Watremez | 203             | -13             |
| 2012            | Damien Perrier     | 207             | -9              |
| Open Amelkis    |                    |                 |                 |
| 2013            | Bernd Ritthammer   | 196             | -20             |